# Groups Rally
No rali internacional, o Rali de Grupos é o nome coletivo dado às fórmulas de carro de rali definidas pela Fédération Internationale de l'Automobile para uso no Campeonato Mundial de Rali e nos campeonatos regionais da FIA. Os nomes foram aprovados em junho de 2018 e começaram a ser usados em 2019 em conjunto com a promoção da Pirâmide de Rally, uma reorganização da nomenclatura de rali, especificações de carros e campeonatos. A partir de 2020, os nomes dos grupos são oficialmente definidos como substitutos do Grupo R nas competições da FIA. A numeração usada nos nomes dos novos grupos está alinhada com a classificação esportiva da FIA, Rally1 está em RC1, Rally2 em RC2 e assim por diante. A partir de 2022, os campeonatos também se alinharão a esses números, o WRC2 usará carros de Rally2, enquanto o ERC3, por exemplo, usará carros de Rally3.

## Categorias
| Grupo  | Categoria | Transmissão | Aptidão | Peso/Potência (KG/HP) | Antigamente | Introdução |
| ------ | --------- | ----------- | ------- | --------------------- | ----------- | ---------- |
| Rally1 | RC1       | 4WD         | Elite   | 3.1                   | WRC         | 2022       |
| Rally2 | RC2       | 4WD         | atuação | 4.2                   | R5          | 2013       |
| Rally3 | RC3       | 4WD         | Acesso  | 5.6                   | Grupo N     | 2021       |
| Rali4  | RC4       | 2WD         | atuação | 5.1                   | R2          | 2019       |
| Rally5 | RC5       | 2WD         | Acesso  | 6.4                   | R1          | 2019       |

O Grupo Rally1 só seria usado no Campeonato Mundial de Rally a partir de 2022, quando substituirá o World Rally Car no campeonato de fabricantes.
Grupo Rally2 tornou-se o novo nome para R5 do Grupo R. Os carros novos são homologados com o novo nome, embora os carros R5 existentes ainda sejam elegíveis para a competição de nível Rally2. De forma semelhante, o Grupo Rally2-Kit tornou-se o novo nome para os carros R4-Kit do Grupo R, embora o conjunto de regras definidor tenha revertido para o nome R4-Kit.
O Grupo Rally3 apresentou um novo carro com tração nas quatro rodas para rally internacional projetado para corsários conscientes de acesso e custo.
Grupo Rally4 e Grupo Rally5 tornaram-se os novos nomes para R2 e R1. Os carros novos são homologados com o novo nome e os carros existentes ainda são elegíveis para essas competições de nível.
O Grupo R-GT também é apresentado pela FIA como Rally de Grupo, embora não tenha sido introduzido com a Pirâmide de Rally. O Grupo R-GT existe desde 2013 e corre sob a sua própria classificação desportiva, R-GT .